# Pazzano
Pazzano és un comune (municipi) de la Ciutat metropolitana de Reggio de Calàbria, a la regió italiana de Calàbria. A 1 de gener de 2019 la seva població era de 525 habitants.
Pazzano limita amb els municipis següents: Bivongi, Caulonia, Nardodipace, Stignano, Stilo i Placanica.